# Gran Premio de Thermal Club
El Circuito de Thermal Club, que forma parte del campeonato de monoplazas estadounidense IndyCar Series es una competición que se disputa en un circuito de carreras permanente en el condado de Thermal, California, desde el año 2024.
En su debut en 2024, se llevó a cabo un evento de exhibición no puntuable del campeonato, bajo el nombre comercial titulado, $1 Million Challenge (Desafío del Millón de Dolares). El plan para este evento, fue diseñado para ser un evento estelar "hecho para la televisión" y cuya primer edición fue ganada por el piloto español Álex Palou.
Desde la temporada 2025, la carrera, ha pasado a ser una carrera puntuable y comenzó a llamarse bajo el título comercial de "'The Thermal Club IndyCar Grand Prix" (Gran Premio Thermal Club). 
Las carreras desde entonces se celebran, cada año, en el tercer domingo del mes de marzo.

## Historia
La competencia automovilística, en la que se había venido celebrado en el condado de Riverside desde 1967, se dio originalmente cuando llevó a cabo el evento conocido como el "Rex Mays 300", cuando hizo parte del calendario de la serie sancionada por la USAC entre 1967 y 1969 en el antiguo emplazamiento del Riverside International Raceway, ubicado en Moreno Valley, California, cerca de la comunidad de Edgemont, a 115,9 km al noroeste de donde se encuentra actualmente el Thermal Club en la actualidad. Tras el cierre del extinto circuito Ontario Motor Speedway en 1980, los equipos de la serie del Championship Auto Racing Teams (CART) por entonces decidieron trasladar la antigua competición de Ontario al trazado de Riverside, donde se corrió como una carrera de 500 kilómetros entre 1981 y 1983.
Posteriormente, a más de un decenio antes del primer evento de carreras, el propietario del Thermal Club, Tim Rogers, recibió a Randy Bernard, el entonces director ejecutivo de la Indy Racing League LLC (entonces bajo propiedad de Hulman & Co.), durante una ceremonia de inauguración y en ese momento, le dijo a The Indianapolis Star que siempre había querido organizar una carrera en su propiedad. Las conversaciones se intensificaron para la temporada 2022 sobre la posibilidad de que el club albergara pruebas de pretemporada de la IndyCar en 2023, ya que la serie necesitaba una nueva ubicación constante y con clima cálido para albergar dichas pruebas. Durante la prueba, Marcus Armstrong, elogió el circuito y expresó su deseo de tener una carrera allí, pero otros pilotos, incluidos Colton Herta y Callum Ilott, expresaron su preocupación por los adelantamientos y la seguridad del circuito para que se construyeran allí barreras Armco.
Después de esta prueba, en el mes de septiembre de 2023, la IndyCar anunció que la prueba para el año 2024 concluiría con una competición no puntuable bajo el nombre comercial del $1 Million Challenge.
Para octubre de 2023, se puso a disposición un número limitado de 2000 entradas con un valor aproximado de $2000 dólares cada una. Ya, en enero de 2024, la organización IndyCar ofreció entradas de $500 dólares a los primeros cien miembros del club de aficionados IndyCar Nation para que los reclamaran para poder ver la competición en vivo y en directo. Y ya el 5 de marzo de 2024, el Club Termal redujo todos los precios de las entradas a $500 dólares y emitió reembolsos parciales a quienes las habían comprado por el precio anterior. La razón aducida fue que El Thermal Club había dado permiso para admitir a más personas en las instalaciones.
El 13 de junio de 2024, con el anuncio del calendario de 2025 como parte del nuevo acuerdo de medios con Fox Sports, la carrera se promovió como competición puntuable. Hoy en día, forma parte del calendario oficial. En cuanto a las instalaciones, el pit-lane de primer nivel que tiene el club, fue la razón principal por la cual obligó a la IndyCar para que ejecutara un formato de competición no puntuable, sin paradas en boxes, en vivo en 2024 y con un número de 20 vueltas, mientras se llevaban a cabo modificaciones y mejoras para las adecuaciones a las instalaciones que pudiesen cumplir o superar el mínimo reglamentario de 10,7 m que exige en el reglamento de los pit-lane de los circuitos de la serie IndyCar obteniendo la capacidad para un mínimo de 30 coches para repostaje.

## El Circuito
El trazado es un circuito permanente con una longitud de 4,936 km y cuenta con 17 curvas. El trazado forma parte de un club de campo privado de más de 121,4 hectáreas, ubicado en una comunidad cerrada en el Valle de Coachella.

## Ganadores

### IndyCar Series
| Temporada | Fecha       | Piloto     | Equipo              | Chasis  | Motor | Neumáticos | Distancia de carrera | Distancia de carrera | Tiempo de carrera | Velocidad media (km/h) | Fuente  | Ref.   |
| Temporada | Fecha       | Piloto     | Equipo              | Chasis  | Motor | Neumáticos | Vueltas              | km                   | Tiempo de carrera | Velocidad media (km/h) | Fuente  | Ref.   |
| --------- | ----------- | ---------- | ------------------- | ------- | ----- | ---------- | -------------------- | -------------------- | ----------------- | ---------------------- | ------- | ------ |
| 2024      | 24 de marzo | Álex Palou | Chip Ganassi Racing | Dallara | Honda | Firestone  | 20                   | 98,72                | 00:39:30          | 149,9                  | Informe | [ 10 ] |
| 2025      | 23 de marzo | Álex Palou | Chip Ganassi Racing | Dallara | Honda | Firestone  | 65                   | 320,84               | 01:56:23          |                        | Informe | [ 10 ] |